# Primærrute 13
De Primærrute 13 is een hoofdweg in Denemarken. De weg loopt van Vejle via Viborg naar Sønderup, ten zuiden van Aalborg. De Primærrute 13 loopt over het schiereiland Jutland en is ongeveer 138 kilometer lang.

## Midtjyske Motorvej
Tussen Vejle en Ølholm wordt op dit moment de Midtjyske Motorvej aangelegd, die een onderdeel moet gaan worden van de Primærrute 13. Op dit deel is de weg dubbelgenummerd met de Primærrute 18. Deze autosnelweg wordt volgens de planning in 2013 opengesteld voor het verkeer.

## Hærvejsmotorvejen
Er bestaat een plan om de gehele Primærrute 13 om te bouwen tot de autosnelweg Hærvejsmotorvejen. Hierdoor zal een tweede autosnelweg tussen Kolding en Aalborg ontstaan. De Østjyske Motorvej via Aarhus zal dan worden ontlast.